# 後藤武夫
後藤 武夫（ごとう たけお、1870年9月13日（明治3年8月18日） - 1933年（昭和8年）2月25日）は、日本の実業家。帝国興信所（現・帝国データバンク）、日本魂社創業者。福岡県出身。

## 来歴・人物
筑後国出身。1883年（明治16年）、福岡県立福岡中学校（現・福岡県立福岡高等学校）を経て、1887年（明治20年）4月、上京して東京英語学校に入学するが、1890年（明治23年）に帰郷して井尻高等小学校 （現・福岡市立三宅小学校）の教員となる。1894年（明治27年）、妻子を伴って大阪市へ移り、 関西法律学校（現・関西大学）に入学し、勤めながら修学し、1897年（明治30年）に卒業する。福岡日日新聞記者を経て1898年（明治31年）上京の後、明治33年（1900年）に帝国興信所（現・帝国データバンク）を設立した。1913年（大正2年）、東京市京橋区（現・東京都中央区）の区会議員となり、翌年には東京市会（現・東京都議会）議員に当選する。また1916年（大正5年）には日本魂社を創業し雑誌『日本魂』を刊行、1922年（大正11年）大日本教化団体連合会を結成している。

## 親族
- 弟：後藤多喜蔵（内務官僚）[5]
- 弟・多喜蔵の岳父：阿部浩（内務官僚、政治家）
- 長男：後藤勇夫（帝国興信所 第2代所長）
- 孫（長男・勇夫の次男）：後藤義夫（帝国興信所 第3代所長、帝国データバンク 初代社長）
- 孫・義夫の岳父：小笠原光雄（三菱銀行（現・三菱UFJ銀行）頭取）
- 曾孫（孫・義夫の長男）：後藤信夫（帝国データバンク 第2代社長）